# Сент-Джон (Вашингтон)
Сент-Джон (англ. St. John) — місто (англ. town) в США, в окрузі Вітмен штату Вашингтон. Населення — 599 осіб (2020).

## Географія
Сент-Джон розташований за координатами 47°5′28″ пн. ш. 117°35′19″ зх. д. / 47.09111° пн. ш. 117.58861° зх. д. (47.091132, -117.588495).  За даними Бюро перепису населення США в 2010 році місто мало площу 1,62 км², уся площа — суходіл. В 2017 році площа становила 1,74 км², уся площа — суходіл.

### Клімат
| Клімат : Сент-Джон      | Клімат : Сент-Джон | Клімат : Сент-Джон | Клімат : Сент-Джон | Клімат : Сент-Джон | Клімат : Сент-Джон | Клімат : Сент-Джон | Клімат : Сент-Джон | Клімат : Сент-Джон | Клімат : Сент-Джон | Клімат : Сент-Джон | Клімат : Сент-Джон | Клімат : Сент-Джон | Клімат : Сент-Джон |
| Показник                | Січ.               | Лют.               | Бер.               | Квіт.              | Трав.              | Черв.              | Лип.               | Серп.              | Вер.               | Жовт.              | Лист.              | Груд.              | Рік                |
| Абсолютний максимум, °C | 16,1               | 19,4               | 25,0               | 33,3               | 37,2               | 37,8               | 41,7               | 39,4               | 38,3               | 32,8               | 22,2               | 15,0               | 41,7               |
| Середній максимум, °C   | 3,3                | 6,7                | 11,1               | 15,6               | 20,4               | 24,5               | 29,7               | 29,6               | 24,6               | 17,1               | 7,9                | 2,9                | 16,1               |
| Середній мінімум, °C    | −4,1               | −2,4               | −0,6               | 1,5                | 4,7                | 7,8                | 9,9                | 9,6                | 5,8                | 1,1                | −1,1               | −4,3               | 2,3                |
| Абсолютний мінімум, °C  | −33,3              | −30                | −15                | −11,1              | −7,2               | −3,9               | −3,3               | −3,3               | −8,3               | −14,4              | −27,8              | −30,6              | −33,3              |
| Норма опадів, мм        | 54                 | 36                 | 43                 | 37                 | 39                 | 30                 | 17                 | 15                 | 19                 | 30                 | 56                 | 61                 | 438                |
| Днів з опадами          | 13                 | 10                 | 11                 | 9                  | 9                  | 7                  | 4                  | 3                  | 5                  | 8                  | 13                 | 13                 | 105,0              |
| ----------------------- | ------------------ | ------------------ | ------------------ | ------------------ | ------------------ | ------------------ | ------------------ | ------------------ | ------------------ | ------------------ | ------------------ | ------------------ | ------------------ |
| Джерело:                |                    |                    |                    |                    |                    |                    |                    |                    |                    |                    |                    |                    |                    |

## Демографія
Згідно з переписом 2010 року, у місті мешкало 537 осіб у 261 домогосподарстві у складі 145 родин. Густота населення становила 331 особа/км².  Було 304 помешкання (187/км²).
Расовий склад населення:
| - 94,6 % — білих - 0,4 % — вихідців з тихоокеанських островів - 0,4 % — корінних американців - 0,2 % — чорних або афроамериканців - 0,2 % — азіатів |

До двох чи більше рас належало 3,9 %. Частка іспаномовних становила 1,9 % від усіх жителів.
За віковим діапазоном населення розподілялося таким чином: 22,3 % — особи молодші 18 років, 47,9 % — особи у віці 18—64 років, 29,8 % — особи у віці 65 років та старші. Медіана віку мешканця становила 50,8 року. На 100 осіб жіночої статі у місті припадало 84,5 чоловіків;  на 100 жінок у віці від 18 років та старших — 79,7 чоловіків також старших 18 років.
Середній дохід на одне домашнє господарство  становив 46 148 доларів США (медіана — 30 417), а середній дохід на одну сім'ю — 65 868 доларів (медіана — 62 292). Медіана доходів становила 43 000 доларів для чоловіків та 30 982 долари для жінок. За межею бідності перебувало 11,2 % осіб, у тому числі 14,5 % дітей у віці до 18 років та 4,8 % осіб у віці 65 років та старших.
Цивільне працевлаштоване населення становило 248 осіб. Основні галузі зайнятості: освіта, охорона здоров'я та соціальна допомога — 35,9 %, роздрібна торгівля — 15,3 %, сільське господарство, лісництво, риболовля — 7,7 %, транспорт — 6,0 %.